# Dragon-cochon

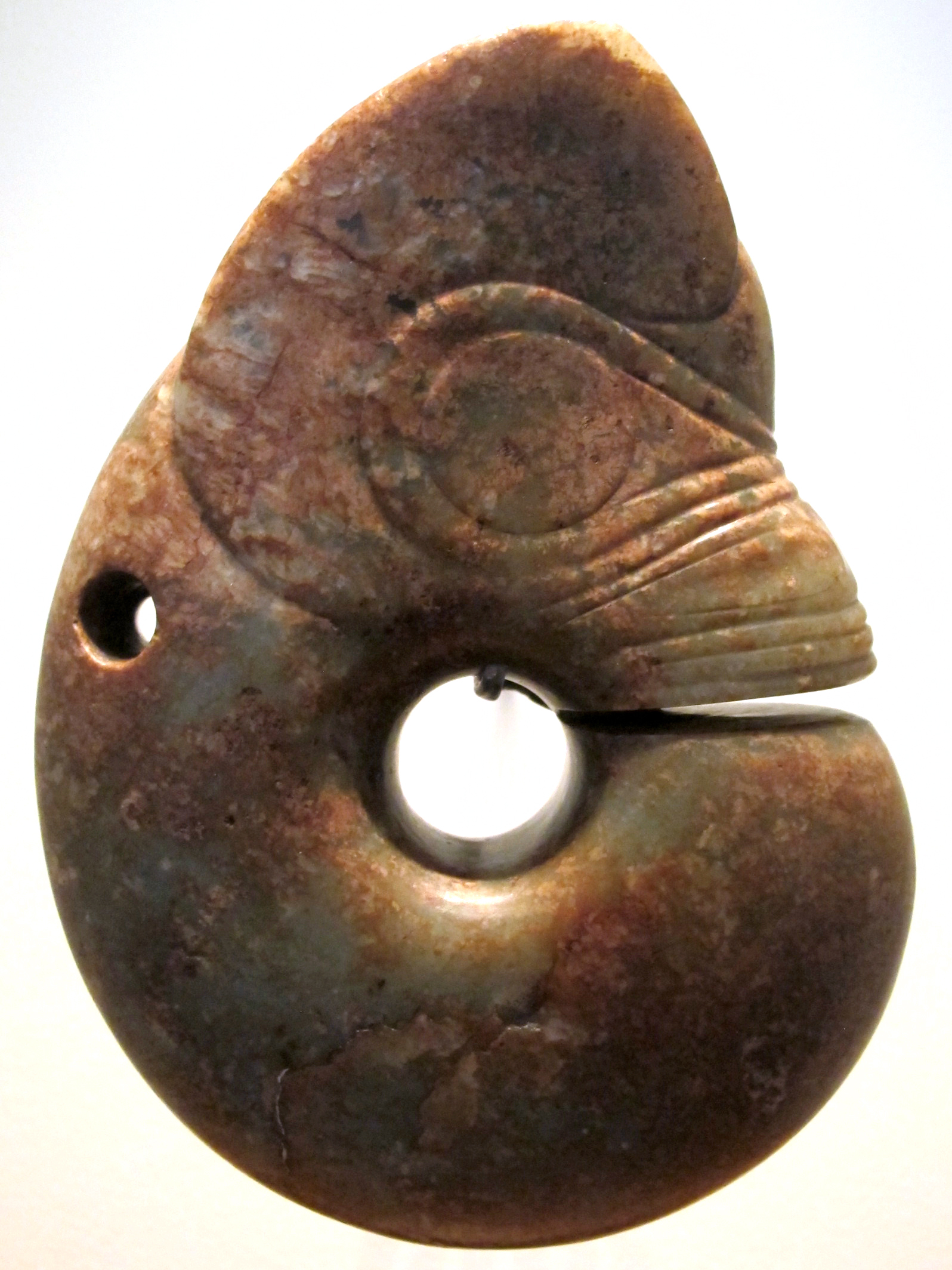
Artefact sous la forme d'un dragon cochon.

Un dragon cochon ou zhūlóng est un type d'artefact de jade issu de la culture de Hongshan de la Chine néolithique. Les dragons cochons sont des formes zoomorphes avec une tête semblable à un porc et un corps allongé sans membres enroulé autour de la tête et décrit comme "suggestivement fœtal". Les premiers dragons-cochons sont épais et trapus, et les exemples ultérieurs ont des corps plus gracieux et serpentiformes.
Les dragons-cochons ont été produits par la culture de Hongshan. Avec les aigles de jade de la même culture (玉鷹) ils sont souvent considérés comme des objets funéraires. Des ossements de porcs ont été retrouvés enterrés aux côtés d'humains sur les lieux de sépulture de Hongshan, ce qui suggère que l'animal avait une signification rituelle.
Il y a des hypothèses selon lesquelles le dragon-cochon est la première représentation du dragon chinois. Le caractère de "dragon" dans les premiers écrits chinois a une forme enroulée similaire, comme les amulettes de dragon de jade plus tardives de la période Shang.

## Voir également
- Jade
- Bi (jade)
- Magatama
- Lingling-o
- Cong (jade)